# Капперонье, Клод
Клод Капперонье́ (фр. Claude Capperonnier; 1 мая 1671—1744) — французский монах и филолог, профессор греческого языка в Collège de France.
Главный труд Капперонье — подготовленное им издание Квинтилиана (1725). Подготовил также собрание «Antiqui Rhetores Latini», изданное уже после его смерти (Страсбург, 1756).
Капперонье активно полемизировал с Вольтером по поводу значения драматургии Софокла для античной и французской традиции: «Apologie de Sophocle contre la lettre de Voltaire» и «Réponse à la lettre de Voltaire qui contient la critique de l’Oedipe de Sophocle, de celui de Corneille et du sien» (1719).
Дядя филолога Жана Капперонье (1716—1775).